# Flora capensis, quam ex consensu experient
Flora capensis, quam ex consensu experient (abreviado Fl. Cap. (Linnaeus)) fue un libro ilustrado con descripciones botánicas que fue escrito por el científico, naturalista, botánico y zoólogo sueco; Carlos Linneo. Fue publicado en el año 1759 basado en las colecciones de Johannes Burman, J.Hartog, P.Hermann, H. B.Oldenland 